# Villanueva de Argecilla
Villanueva de Argecilla – gmina w Hiszpanii, w prowincji Guadalajara, w Kastylii-La Mancha, o powierzchni 5,28 km². W 2011 roku gmina liczyła 43 mieszkańców.